# Сырку, Полихроний Агапиевич
Полихро́ний Ага́пиевич Сырку (30 июля (11 августа) 1855, Страшены, Кишиневский уезд, Бессарабская губерния — 23 июня (6 июля) 1905, Санкт-Петербург) — российский историк, литературовед и языковед.
Специализация: славистика, романистика и византизм, доцент Петербургского университета.

## Биография
Из крестьянской румынской семьи, поселившейся в Бессарабской губернии после её присоединения к России. Начальное и среднее образование получил в Киприановском монастыре, затем посещал Кишиневскую духовную семинарию. Высшее образование несколько месяцев получал сначала в Новороссии, затем перевёлся в Санкт-Петербургский университет, который он окончил в 1878 году, получив степень кандидата и золотую медаль за своё сочинение «История христианства в Болгарии до князя Бориса и крещение болгарского народа». Основную часть своих трудов посвятил южным славянам, их литературам и языкам, а также вкладу последних в развитие румынского и молдавского языков, поскольку именно эти темы были наиболее актуальны в конце XIX века, когда данные народы опирались на Россию для освобождения от власти Османской империи.

## Научная деятельность
После окончания, Сырку было предложено остаться на своей кафедре для приготовления к защите профессорского звания по славянской филологии. Стал приват-доцентом в 1883. Работал лектором по румынскому языку и литературе, по старославянскому языку и истории русского языка, с 1888 года вёл обязательные курсы по славянской филологии. Сырку много путешествовал, в том числе и по работе, по университетскому направлению. В 1878—1879 он изъездил Болгарию и Румынию, изучал болгарские говоры и собирания сведений о сохранившихся текстах древнеболгарской литературы, различные исторические памятники. Был направлен своим университетом в Константинополь, Афон, Македонию, Сербию (в 1887), Далмацию, Трансильванию, Галицию, Буковину (в 1893). В 1882 году стал членом Русского географического общества, в 1883 — Русского археологического общества, с 1893 г. — членом Общества любителей древней письменности и искусства. Публиковался в журнале А. А. Хованского «Филологические записки» со статьей «Рупаланы или рупцы. Заметки по болгарской диалектологии». В 1899 году стал лауреатом малой Ломоносовской премии.
Уделял внимание и развитию родного румыно-молдавского языка. Отмечал что под влиянием деятелей так называемой Трансильванской школы речь румын сильно изменилась по сравнению с молдавской. В 1860-х в Румынии была введена латиница и вместе с ней и многие латинизмы. Молдаване же продолжали употреблять кириллицу и пользоваться славянскими терминами.

## Научные труды
- Сырку П. Славянско-румынские отрывки // Журнал Министерства народного просвещения. — 1887. — № CCLI, отд. 2. — С. 1—17.
- Магист. диссертация «К истории исправления книг в Болгарии в XIV в.», т. 1, вып. 2. Литургические труды патриарха Евфимия Терновского" (СПб., 1890, защищена в 1891), докт. дис.- 1-й вып. 1-го т. той же книги под загл. «Время и жизнь патриарха Евфимия Терновского» (СПб., 1898, защищена в 1899).
- Сырку П. Описание бумаг еп. Порфирия (Успенского), пожертвованных имп. акад. наук по завещанию. СПб, 1891.
- Успенский, П. Восток христианский. Путешествие в метеорские и оссоолимпийские монастыри в Фессалии. Издание Императорской академии наук под редакциею П. А. Сырку. СПб, 1896